# Deutscher Kolonialismus in der Zeit des Nationalsozialismus
Als Deutscher Kolonialismus in der Zeit des Nationalsozialismus werden verschiedene erfolglose Bestrebungen des Kolonialrevisionismus beschrieben, nach der Machtergreifung Kolonien in Übersee zurückzuerlangen, die das Deutsche Reich im Versailler Vertrag von 1920 hatte abtreten müssen. Durch den Zweiten Weltkrieg und die NS-Europapläne kam es weder zu einer Rückgabe noch zur militärischen Besetzung der Kolonien. Der koloniale Revisionismus beschränkte sich im Wesentlichen auf Diplomatie, Verwaltung und Propaganda. Welche Bedeutung diese Bestrebungen, die hauptsächlich vom 1934 gegründeten Kolonialpolitischen Amt der NSDAP ausgingen, für die Gesamtpolitik des NS-Staates hatten, ist in der Geschichtswissenschaft umstritten.

## Vorgeschichte: „Kolonialpolitik“ ohne Kolonien

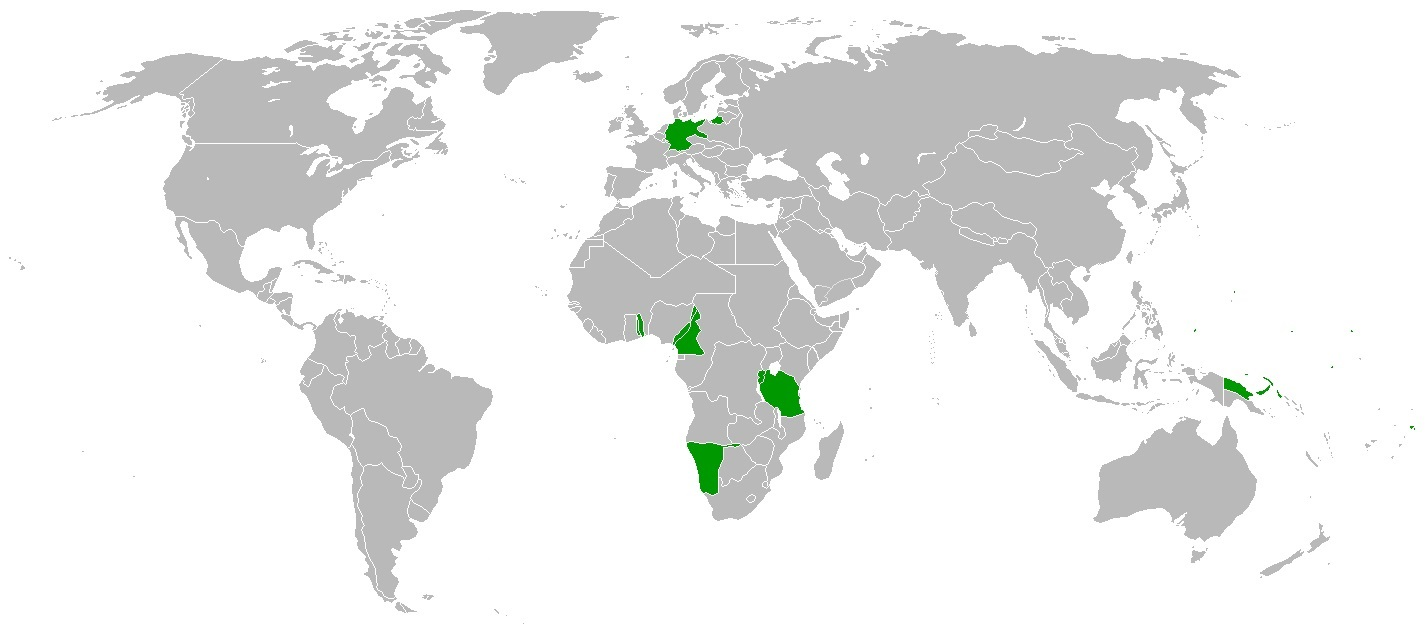
Die Weimarer Republik und die Völkerbundmandate in den vormals deutschen Kolonien

Die Parteien der Weimarer Koalition unterstützten in der Zwischenkriegszeit, mehr oder minder, die Forderung deutscher Kolonialbefürworter nach Rückgabe der früheren deutschen Kolonien. Auch die SPD unter der Führung Friedrich Eberts wollte die Rückgabe der Kolonien. Da die Siegermächte in den Friedensverhandlungen von Versailles dem Deutschen Reich ein Recht auf Kolonien absprachen, wurde am 1. März 1919 in der Weimarer Nationalversammlung von der großen Mehrheit der Abgeordneten in einer Protesterklärung gefordert, Deutschland wieder uneingeschränkt in seine kolonialen Rechte aus der Vorkriegszeit einzusetzen. Nur die wenigen Abgeordneten der USPD stimmten dagegen.
Während der Verhandlungen zum Versailler Vertrag wurde Johannes Bell deutscher Kolonialminister. Seit dem 1. April 1924 bestand im Auswärtigen Amt wieder eine Kolonialabteilung; geleitet wurde sie von Edmund Brückner, dem ehemaligen Gouverneur der deutschen Kolonie Togo. Brückner verfolgte das Ziel, nach der Aufnahme Deutschlands in den Völkerbund zumindest die Mandatsverwaltung über einzelne der ehemaligen Kolonien zu erlangen. Außenminister Gustav Stresemann unterstützte dies zwar grundsätzlich, doch war für ihn die „Kolonialfrage“ innerhalb der Revisionsziele von untergeordneter Relevanz. So blieb die „Kolonialpolitik“ in der Außenpolitik der Weimarer Republik weitgehend unbedeutend. Nur in Einzelfällen zeigte die Reichsregierung, dass sie in Sachen Kolonien mitsprechen wollte – etwa beim Protest Deutschlands gegen die Eingliederung Ruanda-Urundis in die Kolonie Belgisch-Kongo im Jahr 1925. Am 9. September 1927 wurde Ludwig Kastl deutscher Delegierter in der ständigen Mandatskommission des Völkerbundes. Die Verwaltung eines Mandatsgebietes wurde Deutschland aber nicht übertragen.
Die zurückhaltenden kolonialen Ambitionen führten zu einem allmählichen Bruch zwischen der Regierung und der organisierten Kolonialbewegung in Deutschland. Von ihren radikalen Vertretern wurde die Bewegung nun vollends in die Gegnerschaft zur Republik gezogen. Die politische Spannung zwischen Anspruch und Wirklichkeit dauerte an, als Anfang der 1930er Jahre die Präsidialkabinette zu einer Fundamentalrevision der Zwischenkriegsordnung übergingen: Die Forderung nach „Rückgabe des Kolonialbesitzes als Insignien einer Großmacht“ (Mai) sollte nun radikaler verfolgt werden, erzielte jedoch keine Ergebnisse. Zum Zeitpunkt der „Machtergreifung“ im Januar 1933 setzte die Kolonialbewegung ihre Hoffnung vor allem auf die DNVP, den Koalitionspartner der NSDAP, und auf den Vizekanzler Franz von Papen. Vor der „Gleichschaltung“ bewahrte es sie letztlich nicht.

## Koloniale Bestrebungen in der nationalsozialistischen Zeit
Das Parteiprogramm der NSDAP forderte 1920 Kolonien für die Produktion von Nahrungsmittelreserven und zur Besiedlung durch den Bevölkerungsüberschuss in Deutschland. Bereits am 10. Dezember hatte Adolf Hitler in einer Rede vom „unersetzlichen Verlust“ der Kolonien gesprochen. In seiner Programmschrift Mein Kampf erteilte er 1926 dem Ziel einer Rückgewinnung der deutschen Kolonien dagegen eine klare Absage:

„Wir stoppen den ewigen Germanenzug nach dem Süden und Westen Europas und weisen den Blick nach dem Land im Osten. Wir schließen endlich ab die Kolonial- und Handelspolitik der Vorkriegszeit und gehen über zur Bodenpolitik der Zukunft.“

Dennoch sahen viele, die die Rückgabe der Kolonien forderten, mit der „Machtergreifung“ der NSDAP neue Hoffnungen. So fand die neue Regierung bei der Kolonialbewegung Unterstützung, denn Hitler erschien ihnen als der Garant für eine Expansion Deutschlands.

### 1933–1939: Kolonialforderungen in der Vorkriegszeit

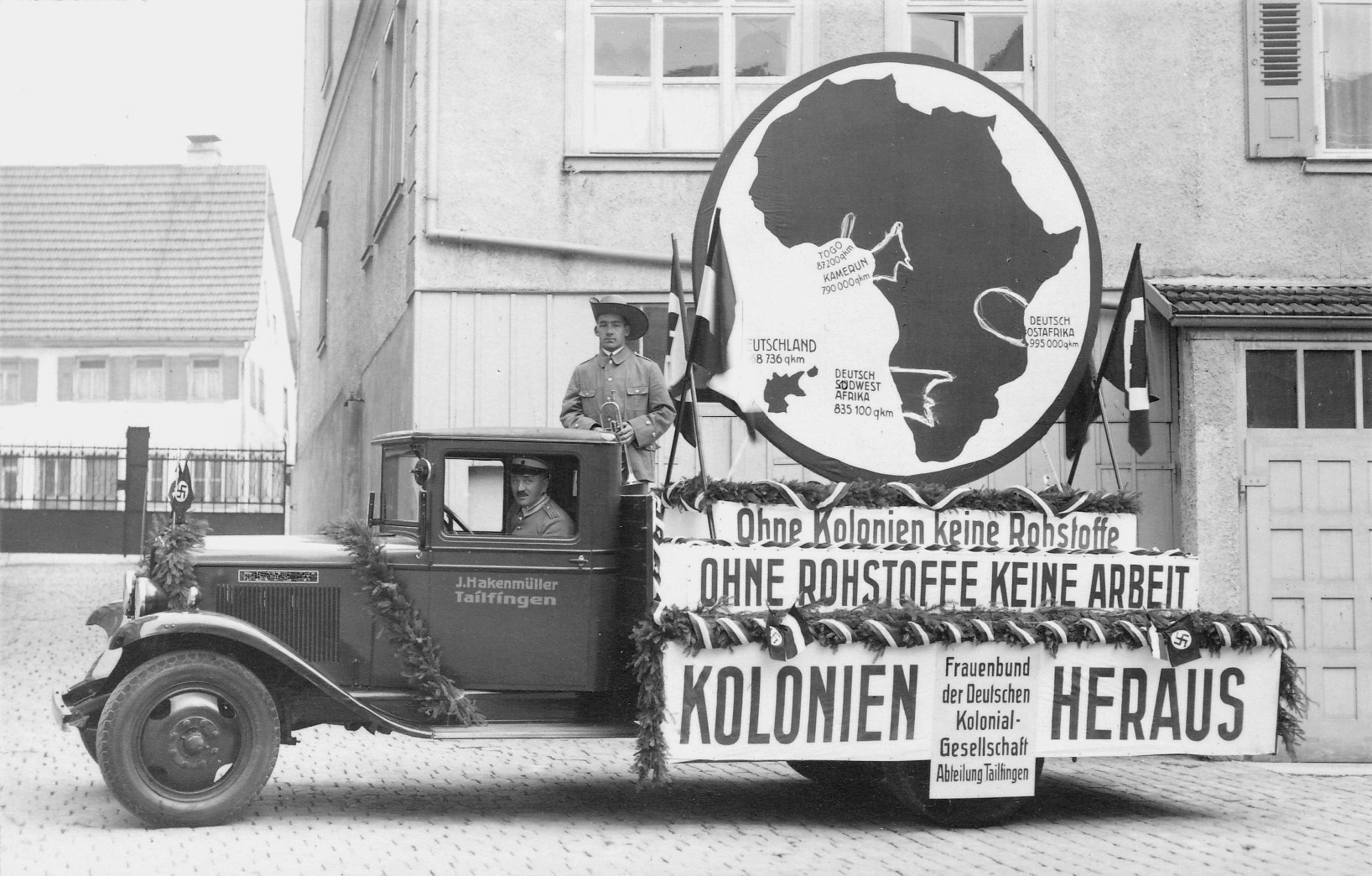
Kolonien heraus – Werbung des Frauenbundes der Deutschen Kolonialgesellschaft, 1933–1936

Die Kolonialvereine, die sich 1922 zur Kolonialen Reichsarbeitsgemeinschaft (KORAG) zusammengeschlossen hatten, wurden 1933 mit über einer Million Mitglieder in den neu geschaffenen Reichskolonialbund überführt. Sein Leiter wurde Heinrich Schnee, gefolgt von Franz Ritter von Epp. Als Leiter des Kolonialpolitischen Amtes der NSDAP war Epp eine Schlüsselfigur der Kolonialpropaganda des Deutschen Reiches nach 1933. Zugleich wurde die Kolonialpropaganda aber an die NS-Ideologie angepasst. So wurde dem Reichskolonialbund durch das Propagandaministerium jegliche Werbung für überseeische Siedlungskolonien strengstens untersagt. Die Ansiedlung Deutscher außerhalb Europas, insbesondere die dortige Schaffung bäuerlicher Siedlungen, widersprach sowohl der Blut-und-Boden-Ideologie als auch der Ostraumpolitik. Stattdessen hatte sich die „gleichgeschaltete“ Kolonialbewegung auf die Widerlegung der sogenannten „kolonialen Schuldlüge“ und auf die Wiedererlangung der ehemaligen Kolonien zur Rohstoffversorgung zu beschränken. Letzteres sollte jedoch nicht in Widerspruch zur Politik der Autarkie geraten. Die kolonialen Jugendabteilungen und Pfadfindergruppen wurden aufgelöst und in die Hitlerjugend eingegliedert.

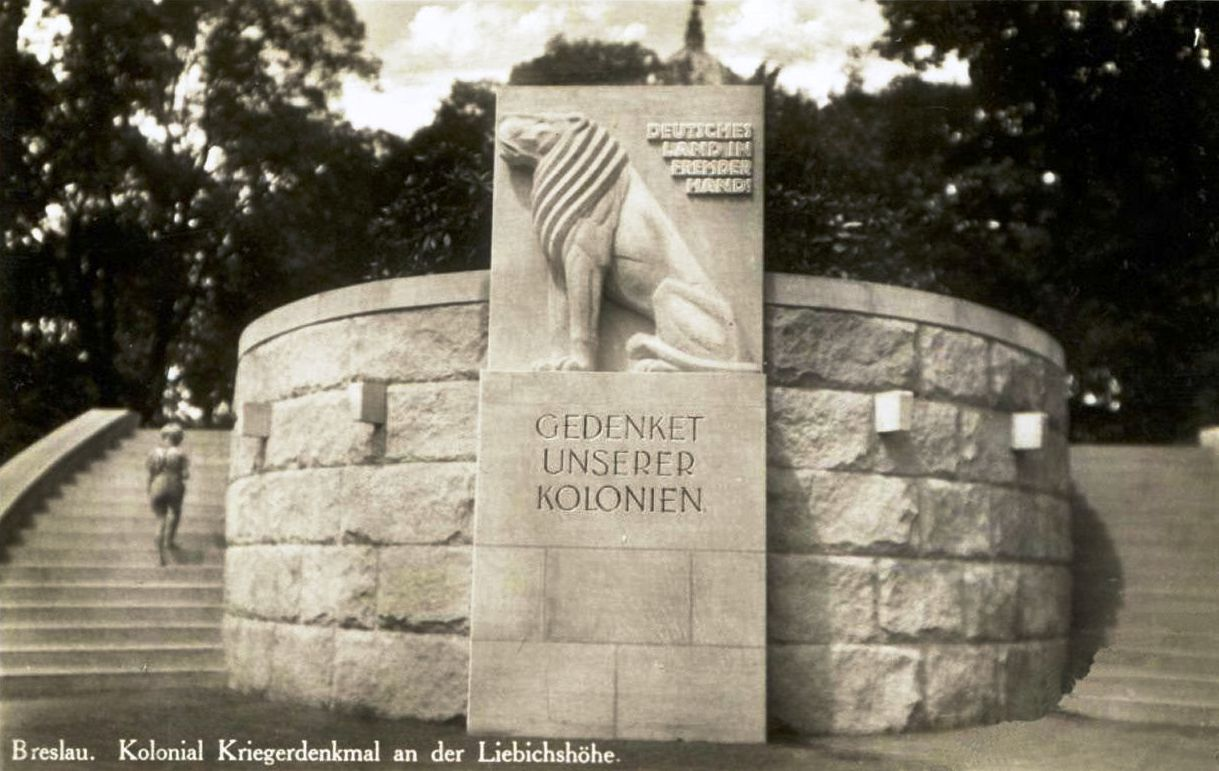
Das 1936 gebaute Kolonialkriegerdenkmal an der Liebichshöhe in Breslau mit der Aufschrift Deutsches Land in fremder Hand! – Gedenket unserer Kolonien.

Ab 1933 kam es zur Umbenennung vieler Straßen und Plätze nach Persönlichkeiten der deutschen Kolonialgeschichte, unter anderen nach Carl Peters und Hermann von Wissmann, wie in der Münchener Kolonialsiedlung. Weitere Elemente der Erinnerungspolitik waren das Aufstellen zahlreicher Kolonialdenkmäler, regelmäßig stattfindende Gedenkfeiern und Kolonialausstellungen sowie Filmproduktionen. Zu den Filmen zählen etwa Die Reiter von Deutsch-Ostafrika (1934), Deutsche Pflanzer am Kamerunberg (1936), Der Weg in die Welt (1938), Deutsches Land in Afrika (1939), Carl Peters (1941) oder Germanin (1943). Zudem wurden Schriften von Autoren der sogenannten „Kolonialliteratur“ verlegt, etwa von Ewald Banse, Theodor Bohner, Senta Dinglreiter, Alfred Funke, Else Morstatt, Paul Rohrbach, Ilse Steinhoff, Sofie von Uhde oder Josef S. Viera. Der Roman Volk ohne Raum – mit immerhin einer Auflage von über 500.000 Exemplaren – wurde vom NS-Regime trotz seines programmatischen Titels als „Text einer vergangenen Epoche betrachtet“ und sein Autor, Hans Grimm, 1935 aus dem Präsidialrat der Reichsschrifttumskammer ausgeschlossen. Der Titelslogan sollte von nun an auf Osteuropa statt auf Afrika bezogen werden. Für junge Leser erschienen Heftromane der Kolonialbücherei. Damit versuchte die NSDAP die Kolonialerinnerungen als Vorbild für aus ihrer Sicht „echtes Deutschtum“ und Pioniergeist lebendig zu halten.
Mit der Weiterführung von Kolonialschulen wie der Deutschen Kolonialschule für Landwirtschaft, Handel und Gewerbe in Witzenhausen, der Deutschen Frauen-Kolonialschule in Bad Weilbach und der Kolonialen Frauenschule Rendsburg sollten ausgewählte Fachkräfte auf die Bedingungen in wiedergewonnenen Kolonien vorbereitet werden.

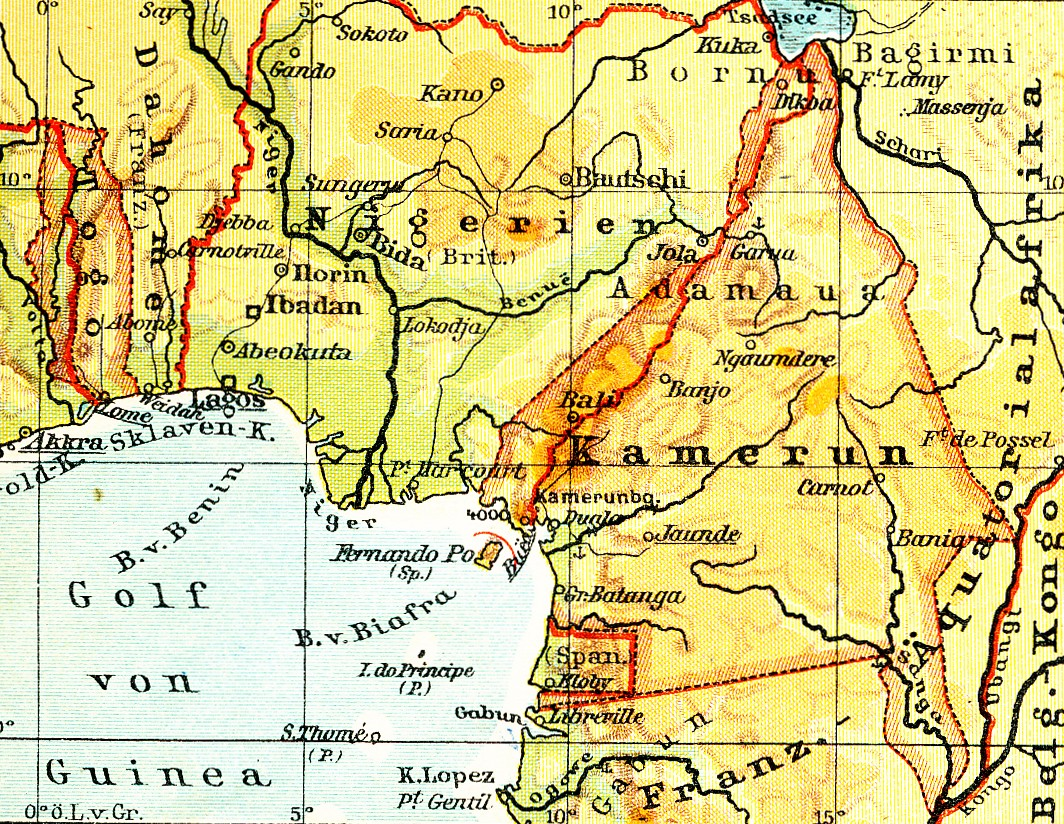
Die ehemaligen deutschen Kolonien Kamerun und Togo in einem Schulatlas aus den frühen 1930er Jahren. Die Vorkriegsgrenzen sind weiterhin eingezeichnet.

Einige Tage nach seiner Ernennung zum Reichskanzler am 30. Januar 1933 erklärte Adolf Hitler der britischen Zeitung Sunday Express:

„Was unsere Übersee-Kolonien anbetrifft, so haben wir koloniale Bestrebungen keineswegs aufgegeben; auch dieses Problem muß gerecht gelöst werden. Es gibt eine große Menge Dinge, die Deutschland aus den Kolonien beziehen muß, und wir brauchen Kolonien so nötig wie irgendein anderes Land.“

 Bereits am 30. März 1933 traf sich Hitler mit dem Vorsitzenden der Deutschen Kolonialgesellschaft, Heinrich Schnee. Schnee plädierte für die wirtschaftliche Notwendigkeit von Kolonien. Er empfahl als ersten Schritt den Rückerwerb der westafrikanischen Kolonien Kamerun und Togo. Hitler reagierte zunächst hinhaltend und sagte lediglich die Unterstützung der Auslandsdeutschen in den ehemaligen Kolonien zu.
Auf der im Juni und Juli 1933 tagenden Londoner Konferenz forderte Reichswirtschaftsminister Alfred Hugenberg (DNVP) die Rückgabe der früheren deutschen Kolonien. Ohne Abstimmung mit Hitler überreichte Hugenberg dem Wirtschaftsausschuss der Konferenz am 16. Juni 1933 eine Denkschrift, in der unter anderem die Wiedererrichtung eines deutschen Kolonialreiches in Afrika gefordert wurde. Die negativen internationalen Reaktionen trugen zu Hugenbergs Rücktritt bei.
Am 15. Mai 1934 schrieb Alfred Rosenberg, Leiter des Außenpolitischen Amtes der NSDAP, in sein Tagebuch über ein Gespräch mit Hitler: „In der Frage der Kolonialpolitik stimmte er meinem Standpunkt durchaus zu: würdige Gedächtnisfeiern, aber nicht in dem Maße, dass sie als ›Beginn einer neuen Kolonialpolitik‹ aufgefasst werden könnten.“ Am 1. Juli 1934 eröffnete die Deutsche Kolonial-Ausstellung des Reichskolonialbundes in der Deutzer Messe in Köln. Die Eröffnung stand im Zeichen des Kolonialerwerbs 50 Jahre zuvor. Unter anderem wurden Kopf-Abgüsse aus Südwestafrika gezeigt, die im Auftrag des Anthropologen und „Rassenhygienikers“ Eugen Fischer angefertigt wurden. Auf Beschluss des Bremer Senats wurde 1935 das heutige Übersee-Museum in Deutsches Kolonial- und Übersee-Museum umbenannt. Die ehemaligen deutschen Kolonien rückten in den Fokus, der auf Natur, Kultur und Wirtschaft der vormaligen Schutzgebiete liegen sollte.
Im März 1935 führte Hitler die Rückgabe der ehemaligen deutschen Kolonien dann erstmals in Verhandlungen mit britischen Regierungsvertretern ein, und die „Kolonialfrage“ blieb nun ständiges, wenn auch relativ nebensächliches, Verhandlungsthema zwischen der deutschen und der britischen Regierung. Am 4. Februar 1936 forderte Hitler beispielsweise öffentlich die Abtretung zweier Kolonien im Gegenzug für eine fortdauernde „aktive deutsche Freundschaft“ mit Großbritannien. Am folgenden Tag schlug David Lloyd George im britischen Unterhaus vor, Deutschland mit Teilen der belgischen, portugiesischen und niederländischen Kolonialreiche „abzufinden“.
Der US-Botschafter in Berlin, William E. Dodd, schrieb am 6. März 1936 über ein Gespräch mit dem britischen Außenminister Anthony Eden über die ehemaligen deutschen Kolonien in sein Tagebuch: „Ich sagte Gie [südafrikanischer Gesandter in Deutschland], daß Deutschland sich mit dem Gedanken trage, wieder in den Völkerbund einzutreten, und zwar unter der Bedingung, daß es die Kolonien zurückerhalte, die es 1914 besaß. Er erwiderte: Ich habe mit Eden darüber gesprochen. Er sagte, England wäre nur dann mit der Rückgabe der Kolonien an Deutschland einverstanden, wenn diese zu Mandaten erklärt würden. Auf diese Weise könne man vermeiden, daß die Eingeborenen bewaffnet würden, wie die Franzosen es in Marokko taten.“
Grundsätzlich war Großbritannien nun bereit, Kolonien an das Reich zurückzugeben bzw. fremden Kolonialbesitz an dieses zu übertragen; es wollte dafür aber politische Zugeständnisse. Im November 1937 sprach Lord Halifax das Kolonialthema bei seinem Deutschland-Besuch gegenüber Hitler an. Dieser wollte die Rückgabe von Kolonien aber ohne einen Ausgleich welcher Art auch immer, weil die deutschen Kolonien auch entschädigungslos Deutschland enteignet worden waren. Ungeachtet dessen, legte der britische Botschafter Nevile Henderson Adolf Hitler am 3. März 1938 im Auftrag seines Premierministers Neville Chamberlain ein weitreichendes koloniales Angebot vor: ganz Zentralafrika, unterhalb des fünften Breitengrades und oberhalb des Sambesi sollte neu verteilt werden. Neben einigen seiner früheren Kolonien, sollte Deutschland zusätzlich einen Teil des portugiesischen und belgischen Kolonialbesitzes erhalten. Dieser britische Vorschlag, der eine internationale Verwaltung Afrikas, auf der Basis gemeinsamer wirtschaftlicher und humanitärer Prinzipien beinhaltete, stieß bei Hitler auf keinerlei Interesse. Anstelle einer Antwort soll er gefragt haben, ob es nicht einfacher sei, Deutschland seine Kolonien zurückzugeben, anstatt Belgien und Portugal denken zu lassen, Deutschland sei auf das Eigentum anderer erpicht. Nach dieser Erfahrung unternahm die britische Regierung keinen weiteren Versuch mehr, um mit Deutschland zu einer kolonialen Einigung zu gelangen.

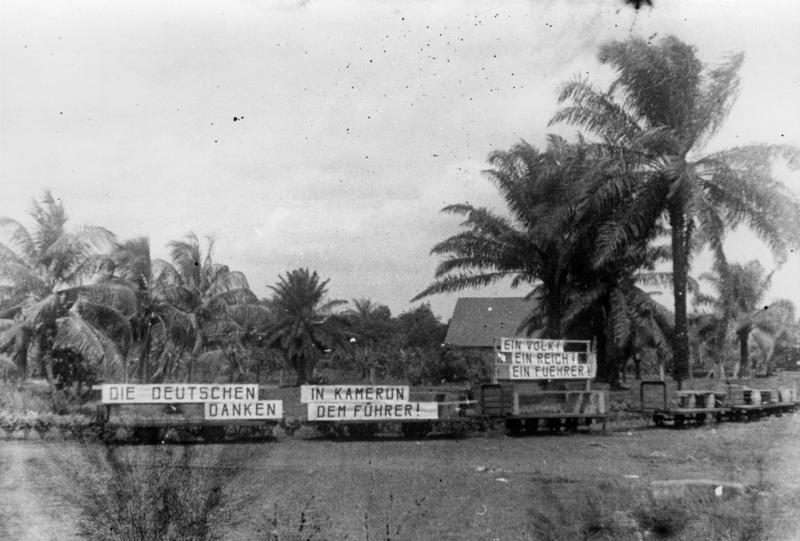
Kameruner Eisenbahn mit Parolen zum Anschluss Österreichs an das Deutsche Reich, 1938

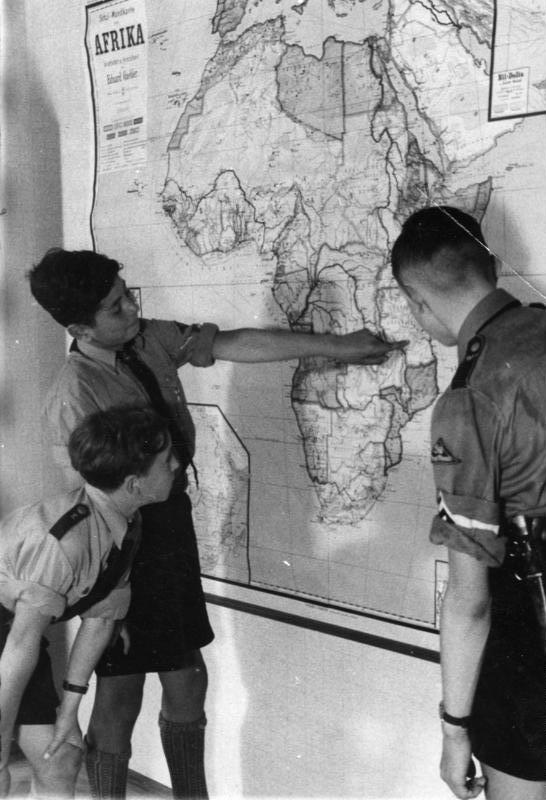
Hitlerjungen der Auslands-HJ in der deutschen Schule bei Oldeani, Tanganjika Territorium (vor 1940)

Die NS-Auslandsorganisation (NSDAP/AO) steuerte Einrichtungen und Verbindungsgruppen in zahlreichen Ländern, darunter auch in den vormaligen, deutschen Kolonien. Schon 1932 wurde etwa eine Landesgruppe in Südafrika gegründet, die regen Zulauf von Deutschnamibiern hatte und zahlreiche Büros im Mandatsgebiet Südwestafrika unterhielt. Die dortigen NS-Organisationen hatten unter den Deutschstämmigen einen vergleichsweise ähnlich großen Zulauf wie die Mutterorganisationen in Deutschland, so dass sich die südafrikanische Mandatsverwaltung genötigt sah, sie bereits 1934 zu verbieten (siehe etwa Deutscher Pfadfinderbund Namibia). Die ältere Partei Deutscher Bund für Südwestafrika blieb hingegen noch bis zum Zweiten Weltkrieg bestehen.
In einem Memorandum vom Ende August 1939 für den britischen Außenminister Lord Halifax schrieb Sir Ivone Kirkpatrick von der Deutschland-Abteilung des Foreign Office, dass, wenn Hitler sein Versprechen, Danzig ohne Blutvergießen zu gewinnen, erfülle, würde er sich dadurch zugleich ein „darin enthaltenes britisches Versprechen, die Kolonien zurückzugeben und zu einer Verständigung mit Deutschland zu kommen“, sichern.
Da von politischer Seite eine Wiedererlangung von Kolonien zu erwarten war, begann die deutsche Wirtschaft mit entsprechenden Vorbereitungen. Im Juli 1936 wurde die Reichsgruppe Deutscher Kolonialwirtschaftlicher Unternehmungen (Deko-Gruppe) gegründet, um im Rahmen des Vierjahresplanes die deutschen kolonialwirtschaftlichen Planungen zu organisieren und die praktischen Vorarbeiten für die Rückgewinnung deutschen Kolonialbesitzes zu leisten. Leiter der Deko-Gruppe war Kurt Weigelt, ein Vorstandsmitglied der Deutschen Bank. In den ehemaligen Kolonien begann die Deko-Gruppe 1937 in Kamerun ihre Tätigkeit, wo Mitte der 1920er Jahre fast alle 1919 verlorengegangenen deutschen Plantagen zurückerworben worden waren, und die nun als Forste für die deutschen Bedürfnisse an Tropenholz vorbereitet wurden. Durch Verhandlungen der Deko-Gruppe mit dem französischen Kolonialministerium, dem einige ehemalige deutsche Kolonien zur Verwaltung unterstanden, konnten deutsche Wissenschaftler in die unter französischer Verwaltung stehenden ehemaligen deutschen Gebiete entsandt werden. Von der Lufthansa wurden auch schon 1937 Überlegungen angestellt, von ihrem Luftstützpunkt Bathurst für Land- und Seeflugzeuge in der britischen Kolonie Gambia in Westafrika – von wo die Flugzeuge nach Südamerika abflogen oder ankamen – „Vorbereitungen für eine Verbindung mit unseren Kolonien (Togo, Kamerun, Südwest-Afrika) – sollten wir diese einstmals zurückbekommen – zu treffen.“
Anlässlich des 15. Jahrestages des Marsches auf Rom 1937 forderte Benito Mussolini in Anwesenheit einer NSDAP-Abordnung unter Rudolf Heß vor ca. 300.000 Menschen „eine Beteiligung Deutschlands am afrikanischen Kolonialbesitz“. Die Unterstützung des Duce war Teil eines langjährigen deutsch-italienischen Austausches über Kolonialprojekte in Afrika. Die deutschen Pläne der NS-Zeit orientierten sich in den Folgejahren stärker an Italienisch-Afrika als an der Kolonialpolitik der Kaiserzeit.

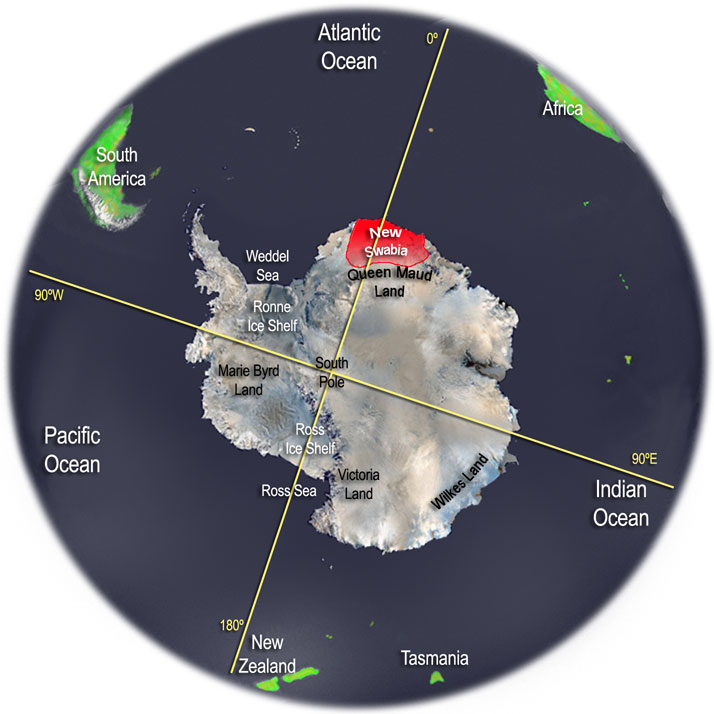
Neuschwabenland

Am 17. Dezember 1938 brach das Katapultschiff Schwabenland auf, um Gebietsansprüche in der Antarktis geltend zu machen. Dabei wurden aus der Luft Hakenkreuzflaggen von Flugzeugen auf die Eiswüste abgeworfen (siehe auch Neuschwabenland), als Besitzmarkierungen, die an spitzen Stangen befestigt waren, um sich beim Einschlag gut im Eis zu verankern. Am 14. Januar 1939 verkündete Norwegen mit einer Königlichen Proklamation einen Gebietsanspruch über das Territorium unter norwegischer Souveränität in der Antarktis, in dem Neuschwabenland liegt. Das Deutsche Reich wies den norwegischen Anspruch durch eine Protestnote nach neun Tagen zurück und behielt sich volle Handlungsfreiheit hinsichtlich zukünftiger Ansprüche vor. 16 Monate später wurde Norwegen von deutschen Truppen besetzt.
In der Kriegsmarine war es üblich, Schnellbootbegleitschiffe nach Orten und Personen der deutschen Kolonialgeschichte zu benennen. 1938 begann die Kriegsmarine mit der Planung von Kolonialkanonenbooten für die Stationierung in den zurückzugewinnenden Kolonien. Am 25. Februar 1939 wurde in einem marineinternen Schreiben über diese Kanonenboote um „beschleunigte Entwurfsbearbeitung gebeten, da unter Umständen sehr bald derartige Fahrzeuge benötigt werden.“ Im Z-Plan wurden sechs dieser Kolonialkanonenboote eingestellt, aber wegen Überlastung der deutschen Werften konnten keine Aufträge für diese Schiffe erteilt werden.
Zwischen 1935 und 1940 tourte die Deutsche Afrika-Schau, von der nationalsozialistischen Gewerkschaft Deutsche Arbeitsfront betrieben, mit einem „Negerdorf“ – von in Deutschland lebenden Schwarzafrikanern dargestellt – durch Deutschland, um „den kolonialen Gedanken im deutschen Volke, insbesondere in den kleineren Orten und auf dem Land zu verbreiten“. Ein Hintergedanke war die Präsentation der afrodeutschen Darsteller als „treue (ehemalige) Schutzbefohlene“, um sie als „lebenden Beweis“ für die deutsche Kolonisierungsfähigkeit zu stilisieren.
Im April 1938 wurde das Hamburger Kolonialinstitut für Lehre und Forschung im Kolonialbereich begründet und nahm mit 400 Studenten seine Tätigkeit auf; das Institut für ausländische und koloniale Forstwirtschaft wurde im Oktober 1939 zum Reichsinstitut erhoben.
Für die Ausbildung von Verwaltungskräften für in den nun bald wieder unter deutscher Herrschaft erwarteten ehemaligen Kolonien begann der Reichsbund der Deutschen Beamten 1938 mit Ausbildungskursen für Kolonialbeamte, und im Oktober 1938 wurde in Ladeburg bei Berlin das erste Kolonialpolitische Schulungshaus des Kolonialpolitischen Amtes der NSDAP (KPA) eröffnet. Das KPA hatte bereits im September 1936 einen ersten Lehrgang veranstaltet zur „Bildung eines Stammes von Kolonialfachleuten, die anderen ihr Wissen übermitteln“. Vorbereitungen für eine Kolonialpolizei setzten 1936 ein und im Februar 1938 fand ein erster Kolonial-Sonderkurs für Polizeibeamte an der Auslands-Hochschule in Berlin statt. Im März 1939 forderte Heinrich Himmler Offiziere und Mannschaften der Polizei auf, sich zur „Vorbereitung der Aufstellung einer zur Verwendung in den Schutzgebieten geeigneten Polizeitruppe“ freiwillig zu melden. 380 Polizeioffiziere und 2000 Polizisten meldeten sich und wurden auf ihre Tropendienstfähigkeit hin untersucht. 1939 hatte die Kriegsmarine zwei Kompanien für kolonialen Einsatz bereitgestellt und das Heer das Hamburger motorisierte Infanterieregiment 69.
Am 14. Februar 1939 teilte das Reichspropagandaministerium der deutschen Presse mit, dass künftig nicht mehr die Begriffe „verlorene Kolonien“ oder „ehemalige Kolonien“ zu verwenden seien, sondern nur noch von „den deutschen Kolonien“ zu sprechen sei. Der Schulungsbrief des Hauptschulungsamts der NSDAP widmete sich 1939 ausschließlich dem Thema Unsere Kolonien.
Am 9. März 1939 beauftragte Hitler den Chef des KPA, Franz Ritter von Epp, mit den Vorbereitungen für die Errichtung eines Reichskolonialamtes.
In Dresden wurde am 21. Juni 1939 die Deutsche Kolonial-Ausstellung auf 90.000 m² Ausstellungsfläche eröffnet. Sie stand unter dem Motto „Warum wir Kolonien brauchen“.

### 1939–1945: Planungen zumErgänzungsraumund ihr Abbruch
Mit dem Ausbruch des Zweiten Weltkrieges im September 1939 änderte sich die „Kolonialfrage“ grundlegend durch die Niederlage Frankreichs im Mai/Juni 1940. Am 24. Mai 1940 erklärte Hitler in einem Vortrag vor hohen Militärs in Charleville in Frankreich, von deutschen Kolonien halte er nicht viel, sie seien für ihn nur eine Prestigefrage. Aber am 16. Juni 1940 druckte der Völkische Beobachter ein Interview des amerikanischen Journalisten Karl von Wiegand mit Hitler ab, in dem dieser über die Vorkriegslage sprach: „Ich hatte von England nichts weiter verlangt, als daß Deutschland als gleichberechtigt angesehen und behandelt werden sollte, daß England die deutsche Küste schützen sollte, falls Deutschland in einen Krieg verwickelt würde, und schließlich, daß man mir die deutschen Kolonien zurückgeben sollte. Und ich werde sie auch bekommen!“
Der Waffenstillstand von Compiègne am 22. Juni 1940 ließ die inneren Verhältnisse der französischen Kolonien unangetastet. Gemäß Artikel 8 war ein Teil der französischen Kriegsflotte zur „Wahrung französischer Interessen in ihrem Kolonialreich der französischen Regierung“ freigegeben.
Etwa zwischen Herbst 1939 und November 1940 diskutierte die deutsche Führung, namentlich Außenminister Joachim von Ribbentrop, mehrmals die Bildung eines sogenannten Kontinentalblocks. Der Plan sah vor, die „Achse“ Berlin-Rom nicht nur um Tokio, sondern zusätzlich um Moskau, Madrid und später Vichy zu erweitern, um eine breite Front gegen Großbritannien zu bilden. Die Expansionsbestrebungen der Blockstaaten sollten gegen die britischen Kolonien in Afrika sowie Mittel- und Fernost gelenkt werden. Der Plan wurde jedoch nur halbherzig verfolgt, da er sowohl im Widerspruch zu Hitlers Ostraumpolitik stand, als auch Vorbehalte Japans, Spaniens und des Vichy-Regimes wachrief. Josef Stalin war nur gegen eine deutliche Ausweitung der sowjetischen Interessensphäre in Europa zur weitergehenden Zusammenarbeit bereit. Hitlers Gegenangebot an Außenminister Molotow über eine Aufteilung der britischen „Weltkonkursmasse“ gilt rückblickend als Alibi und Ablenkung vom geplanten Russlandfeldzug. In den Verhandlungen zum Dreimächtepakt, den das Deutsche Reich  am 27. September 1940 abschloss, gestanden die deutschen Diplomaten zu, dass die Japaner auch die ehemaligen deutschen Kolonien im Pazifikraum ihrem Herrschaftsgebiet einverleibten. Gegenüber der Regierung in Berlin verschwiegen sie diesen Verzicht auf eine Rückgewinnung Deutsch-Neuguineas, Samoas und Naurus.
Ein führender Vertreter der deutschen Geopolitik war Karl Haushofer. Er entwickelte ein Konzept der „Pan-Ideen“, das er 1931 publizierte und 1940 konkretisierte. Darin skizzierte er vier zukünftige „Pan-Regionen“, darunter eine europäisch-afrikanische unter deutscher Führung. Nach der Machtübernahme der NSDAP hatte er durch seinen freundschaftlichen Kontakt zu Rudolf Heß zeitweise Zugang zu nationalsozialistischen Regierungskreisen. Sein Einfluss auf die NS-Ideologie und -Politik ist jedoch in der Fachgeschichtsschreibung umstritten.

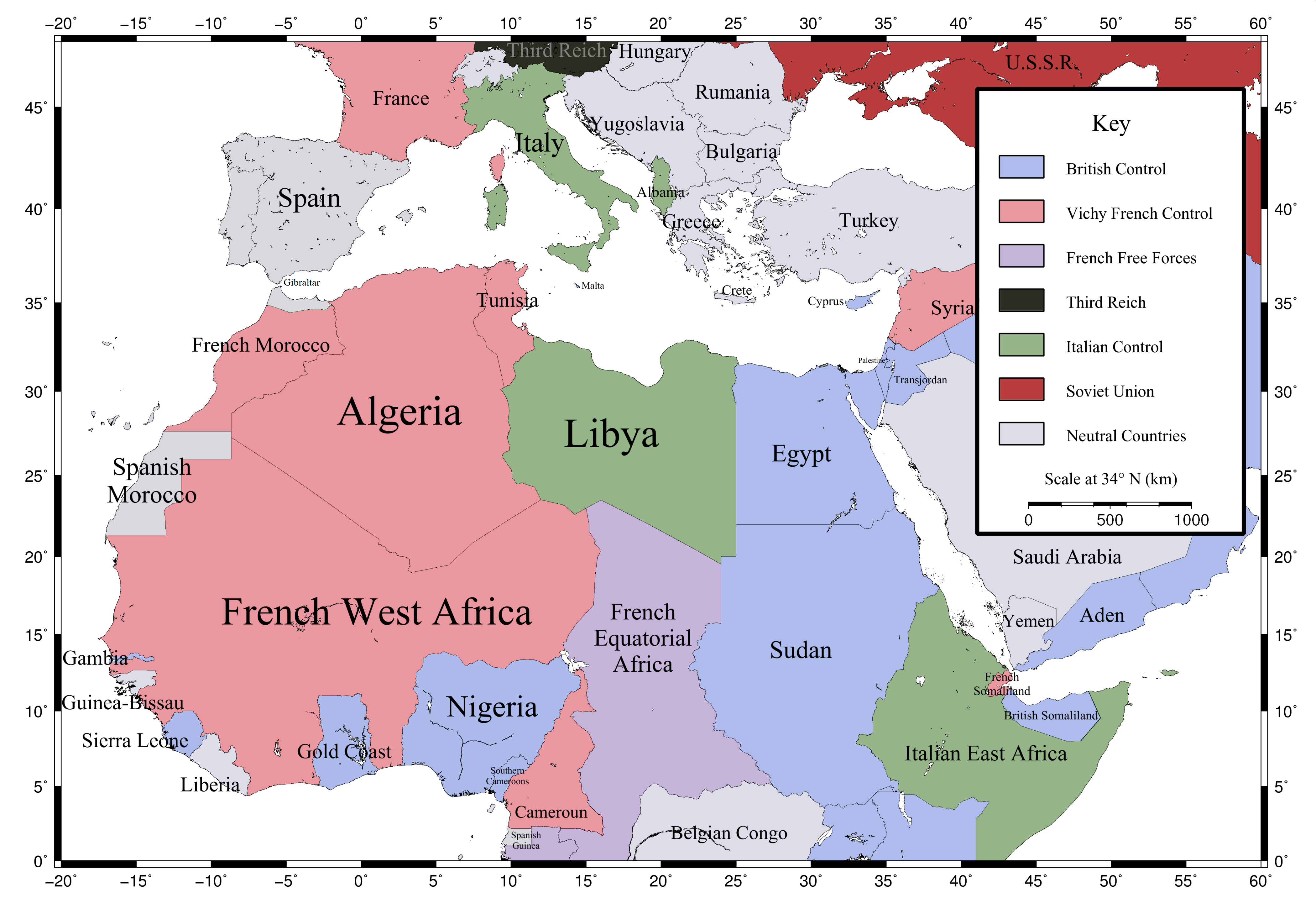
Nord- und Zentralafrika im August 1940: Teile der ehemals deutschen Kolonien Kamerun und Togo sind unter Kontrolle des von Deutschland abhängigen Vichy-Regimes. (Kamerun wechselte kurz darauf in das Lager des freien Frankreichs. Togo wechselte als Teil Französisch-Westafrikas 1942 die Seiten.)

Durch die dramatisch veränderte weltpolitische Lage berichtete der Oberbefehlshaber der deutschen Kriegsmarine, Erich Raeder, Hitler am 11. Juli 1940, dass für die sofortige allererste militärische Besetzung der ehemaligen deutschen Kolonien sechs gerade in See stehende deutsche Handelskreuzer mit ihren Besatzungen zur Verfügung ständen. Kurz zuvor hatte bereits Walther von Brauchitsch, Oberbefehlshaber des Heeres, die Aufstellung eines Kolonialregiments und seine Ausbildung auf einem norwegischen Truppenübungsplatz befohlen. Beim Heeresamt sollte ein Stab für Kolonialfragen errichtet werden.
Da im September 1939 eine solch schnelle Kriegswende zu Gunsten Deutschlands nicht absehbar war, und durch den Kriegsbeginn der Überseehandel durch die britische Seeblockade Deutschlands sofort zusammengebrochen war, wurde die Tätigkeit der deutschen Kolonialhandelsunternehmen in das im September 1939 eroberte Polen gelenkt. Große Mengen von Waren für die Überseemärkte, die durch den Krieg nicht mehr ausgeliefert werden konnten, und die für den „Überseegeschmack“ hergestellt und für den deutschen Markt ungeeignet waren, wurden nun von den deutschen Kolonialfirmen im besetzten Polen abgesetzt, wo sie sich nun einen neuen Markt erschlossen hatten.
Bei der Besetzung Belgiens Ende Mai 1940 fiel Deutschland ein Großteil der Lagerbestände der belgischen Firma Union Minière du Haut Katanga in die Hände. Das Unternehmen importierte Uranerz aus Belgisch-Kongo. Während der folgenden fünf Jahre raubten die deutschen Truppen 3.500 Tonnen Uran-Verbindungen aus Belgien, die unter anderem im Uranprojekt zur Entwicklung von Kernwaffen Verwendung fanden. Ein direkter Zugriff auf die Shinkolobwe-Mine in Katanga war aufgrund des Krieges mit Großbritannien nicht möglich.
Am 11. Juni 1940 wurde in der Neuen Burg in Wien eine Kolonialausstellung des Reichskolonialbundes eröffnet. Im Februar 1941 folgte eine Ausstellung im Paulinenschlösschen in Wiesbaden. Der Reichskolonialbund hatte 1940 über zwei Millionen Mitglieder, weitaus mehr als die Deutsche Kolonialgesellschaft vor dem Ersten Weltkrieg.
Mit dem Kriegseintritt Italiens auf Seiten Deutschlands im Juni 1940 weiteten sich die Kämpfe auf Ostafrika aus. In Eritrea wurde ein deutscher Freiwilligenverband gebildet. Da die deutsche Regierung jetzt mit Großbritannien zu einem schnellen Frieden zu kommen hoffte, wurden die Kolonialplanungen vorangetrieben. Außer den ehemaligen deutschen Kolonien sollten nun auch noch weitere Gebiete in Afrika deutsche Kolonien werden. Generaloberst Franz Halder schrieb nach einem Vortrag bei Hitler am 13. Juli 1940 in sein Kriegstagebuch: „Französisch- und Belgisch-Kongo werden für uns in Anspruch genommen.“ Im September 1940 reiste Reichsaußenminister Joachim von Ribbentrop nach Italien, um die Aufteilung Afrikas nach einem siegreichen Kriegsende mit Großbritannien zu vereinbaren. Danach sollte ganz Mittel- und Südafrika an Deutschland fallen und West- und Nordafrika an Italien, bis auf Marokko, das zu Spanien kommen sollte.
Für die Verwaltung der Kolonien in Afrika war bereits im März 1939 der Leiter des Kolonialpolitischen Amtes der NSDAP, Franz Ritter von Epp, von Hitler mit dem Aufbau eines Reichskolonialamtes beauftragt worden. Am 15. Juni 1940 schickte der Chef der Reichskanzlei, Hans Heinrich Lammers, an die Obersten Reichsbehörden ein Rundschreiben über die Vorarbeiten für das Reichskolonialamt: „Die heutige Lage erfordert einen schleunigen Abschluß dieser Vorarbeiten. Ich habe daher im Auftrage des Führers die obersten Reichsbehörden zu ersuchen, dem Kolonialpolitischem Amte im Rahmen ihrer Zuständigkeit in großzügigster Weise alle Förderung zuteil werden zu lassen und nach Kräften daran mitzuwirken, daß die Vorbereitung für die Übernahme der Verwaltung in unseren künftigen Kolonien in kürzester Frist beendet werden kann.“
Das Reichskolonialamt sollte zum Reichskolonialministerium werden und als Sitz des neuen Ministeriums war das Marstallgebäude neben dem Berliner Stadtschloss vorgesehen, dessen beschleunigten Umbau für das künftige Reichskolonialministerium Hitler im März 1941 befahl.
Am 20. Juni 1940 befahl Reinhard Heydrich, der Chef des Reichssicherheitshauptamtes, für den Einsatz in den Kolonien mit der Aufstellung von Verbänden der Sipo und des SD zu beginnen. Am 14. Januar 1941 wurde durch Erlass von Heinrich Himmler das Kolonialpolizeiamt unter Karl Pfeffer-Wildenbruch errichtet. Im März 1941 wurde die Kolonialpolizeischule im Schloss Oranienburg bei Berlin eröffnet und im Januar 1942 eine zweite in Wien. Schon seit 1940 liefen Kurse für deutsche Polizeioffiziere in der italienischen Kolonialpolizeischule in Tivoli.
Das „Reichskolonialgesetz“ vom 10. Juli 1940 bezeichnete deutsche Kolonien als „Hoheitsgebiet des Deutschen Reiches“ die „wirtschaftlich Bestandteile der deutschen Gesamtwirtschaft sind.“ Die Bevölkerung der Kolonien wurde in „Deutsche, Eingeborene und Fremde“ aufgegliedert. Die „Deutschen“ waren automatisch „deutsche Staatsbürger und Reichsbürger“, die „Eingeborenen“ „Schutzbefohlene des Reiches“ und die „Fremden“ waren unterteilt in „Fremde artverwandten Blutes, Fremde nicht artverwandten Blutes und Mischlinge“.
Am 3. Oktober 1940 tagte in Stuttgart zum ersten Mal die Arbeitsgruppe für den Kolonialstraßenbau im Rahmen der tropen- und kolonialtechnischen Arbeitstagung des Vereins Deutscher Ingenieure, auf der Fritz Todt als Vorsitzender der Forschungsgesellschaft für das Straßenwesen im Nationalsozialistischen Bund deutscher Technik der Arbeitsgruppe den Auftrag gab, Straßenbefestigungen für die jährlich überschwemmten Gebiete in den afrikanischen Kolonien zu erforschen, während die Arbeitsgruppe Kolonialstraßenbau sich selbst noch zusätzlich ein umfangreiches Arbeitsprogramm aufstellte, das von der Trassierung unter Berücksichtigung tropischer Verhältnisse bis zu Untersuchungen über die Einwirkung tropischer Klimaverhältnisse auf Baustoffe reichte. Am 18. September 1941 wurde die Botanische Zentralstelle für die deutschen Kolonien in Berlin-Dahlem wiedereröffnet.
Im Oktober 1940 wies Hitler an, keine Kolonialtruppe aufzustellen, wie im Kaiserreich die Schutztruppe, sondern reguläre Verbände der Wehrmacht im ständigen Austausch aus Deutschland in die Kolonien zu entsenden.
Die Auslandsorganisation der NSDAP wurde im November 1940 beauftragt, alle Vorbereitungen für den (Wieder-)Aufbau der Parteiorganisationen in den Kolonien zu treffen.
Von Oktober bis Dezember 1940 operierten Schiffe der Kriegsmarine als Fernost-Verband in den Gewässern der ehemaligen deutschen Kolonie Deutsch-Neuguinea, und im Dezember 1940 griffen deutsche Hilfskreuzer die Phosphat-Insel Nauru im Südpazifik an (Angriff auf Nauru). Die Insel war von 1888 bis 1914 Teil der Schutzgebiete in der Südsee gewesen, zählte nachfolgend aber zur japanischen Interessensphäre, die vom Deutschen Reich anerkannt wurde. Berichten zufolge wehte auf der unbewohnten britischen Insel Henderson im Südost-Pazifik kurzzeitig die deutsche Flagge. Ein Schild mit der britischen Besitzanzeige soll durch den Hinweis ersetzt worden sein, wonach sich die Insel nun im Eigentum des Großdeutschen Reiches befinde.
Auch dem Nationalsozialismus abgeneigte Kräfte verlangten in den 30er und 40er Jahren die alten Kolonien zurück oder neue Kolonien, wie Ludwig Beck und Carl Goerdeler in ihrer Denkschrift „Das Ziel“ im Jahre 1941.
Mit dem Beginn des Feldzuges gegen die Sowjetunion im Juni 1941 wurden riesige Gebiete in Osteuropa erobert, und die bereits in Polen tätigen deutschen Kolonialhandelsfirmen und die Deko-Gruppe erweiterten ihre Tätigkeit in die nun auch als Kolonien bezeichneten besetzten Gebiete der Sowjetunion. Hitlers eigentliches Ziel war immer, einen riesigen kolonialen Raum in Osteuropa zu gewinnen, und mit dem Angriff auf die Sowjetunion suchte er, sein Ziel zu verwirklichen. Gegenüber diesem Ziel rückte der Erwerb von Kolonien in Afrika deutlich in den Hintergrund. Am 18. Oktober 1940 erklärte er gegenüber Albert Speer:

„Ich würde bloß um eine Kolonie zu kriegen, nicht einen Tag länger Krieg führen. Kolonialspolitik kann man treiben, wenn man Europa einmal hat. Nur unser Kamerun möchte ich wiederhaben, sonst nichts.“

Alle Planungen für die Übernahme der alten Kolonien liefen weiter, und durch die militärischen Siege im Sommer 1942 – auch in Nordafrika durch das Deutsche Afrikakorps – schienen die kolonialen Pläne für Afrika wieder verwirklichbar. Am 20. Januar 1942 erreichten die Kampfhandlungen gar eine ehemalige Kolonie, als in einem deutschen Fernunternehmen Fort-Lamy an der Grenze zu Kamerun aus der Luft angegriffen wurde. Bis auf Sachschaden und ein paar Verletzte hatte diese Aktion jedoch kaum Einfluss auf das Kriegsgeschehen. Eine Tropen-Kompanie der „Brandenburger“ stieß 1942 über Südlibyen bis in den nördlichen Tschad vor. Die von hier aus unternommene Flugerkundung reichte bis zum Südufer des Tschadsees. Der geplante Weitermarsch nach Zentralafrika unterblieb jedoch aufgrund der schwachen Kräfte und der Kriegswende in Nordafrika (siehe auch Unternehmen Dora). Bereits 1941 hatte ein britisches Kommandounternehmen in der Operation Postmaster damit begonnen, mutmaßliche Versorgungsschiffe der Achsenmächte an der Küste Westafrikas unschädlich zu machen. Dabei wurde im Januar 1942 der Hafen von Santa Isabel vor der Küste Kameruns angegriffen.
Das Kolonialpolitische Amt (KPA) der NSDAP hatte bereits im Juni 1940 Zweigstellen bei den Kolonialdienststellen der im Besitz von Kolonien befindlichen und nun eroberten Staaten Belgien, Niederlande und Frankreich eingerichtet. Für den Aufbau des Reichskolonialministeriums teilte sich das KPA in das von der NSDAP finanzierte KPA/Partei und in das vom Reich finanzierte KPA/Staat, das sich zum zukünftigen Reichskolonialministerium umformte und vorübergehend im Berliner Marstall untergebracht werden sollte, bis das geplante neue Gebäude für das Reichskolonialministerium fertig würde. Im Juli 1942 hatte das KPA für die wirtschaftliche Verwaltung von Kamerun, Nigeria, Französisch-Äquatorialafrika, Belgisch-Kongo und Tanganjika die vorläufigen Stellen- und Organisationspläne fertiggestellt und die Bewerber für die Besetzung dieser kolonialen Verwaltungen in fachlicher Beziehung geprüft.
Für die Vorbereitung der wirtschaftlichen und verwaltungstechnischen Übernahme der ehemaligen deutschen Kolonie Kamerun wurde die Organisation Banane gegründet und schließlich Bernhard Ruberg mit der Führung des Einsatzstabes für Kamerun beauftragt, der bis zum Dezember 1941 auch mit seinem Stab über Kamerun hinaus Stellenbesetzungspläne für die Kamerun benachbarten Kolonien Französisch-Äquatorialafrika und das britische Nigeria erarbeitete. Die Organisation Sisal wurde für den gleichen Zweck für Ostafrika aufgestellt und ab Juni 1942 von Philipp Bouhler geführt. Am 17. Juni 1942 schrieb der SS-Führer Otto Ohlendorf an Heinrich Himmler:

„Vor einiger Zeit sind auf dem Sektor der kolonialen Planung die Organisation Sisal und die Organisation Bananen aufgestellt worden. Diese beiden Bezeichnungen sind Tarnungen für den Einsatzstab Ostafrika (Sisal) und den Einsatzstab Westafrika (Bananen). Als Leiter der Organisation Sisal ist Reichsleiter SS-Obergruppenführer Bouhler vorgesehen, der später Generalgouverneur von Ostafrika werden soll. Der Leiter der Organisation Bananen ist der Stabsamtsleiter von Gauleiter Bohle in der AO. [Auslandsorganisation der NSDAP], SS-Brigadeführer Ruberg. Die Einsatzstäbe haben bereits mit den Vorarbeiten begonnen. – Man nimmt in maßgebenden Kreisen an, daß Bouhler nicht Generalgouverneur von Ostafrika bleiben wird, sondern daß er, nachdem er draußen in den Kolonien praktische Erfahrungen gesammelt hat, den General Ritter von Epp als Kolonialminister ablöst.“

Am 1. November 1942 wurde die Fachschule für den Außenhandels- und Kolonialkaufmann in Bremen eröffnet. Auch die Arbeiten zum Aufbau des zukünftigen Reichskolonialministeriums waren noch im vollen Gange, als im November schwere militärische Rückschläge in der Sowjetunion und in Nordafrika eintraten. Dem als Kolonialminister vorgesehenen Epp wurde daraufhin im November 1942 die Beendigung der Propaganda für ein deutsches Kolonialreich befohlen. Als sich die militärische Lage zum Jahreswechsel 1942/43 weiter entscheidend verschlechterte, erhielt Epp am 13. Januar 1943 die Anweisung, dass das Kolonialpolitische Amt bis zum 15. Februar 1943 jede Arbeiten aus dem „Führer-Auftrag“ vom 9. März 1939 bis zum Kriegsende einzustellen habe.
Am 8. März 1943 schrieb Epp an die Reichskanzlei in Berlin, dass er um den Weiterlauf kleinerer Dienststellen des KPA, wie der Kartenstelle zum Gebrauch für die Wehrmacht, bitte und: „Ich lege Wert darauf, die Verwaltung des mir vom Führer für das zukünftige Kolonialministerium zugewiesenen Marstalls selbst in Händen zu behalten. Da die Räume auch sonst verwaltet und gepflegt werden müssen, entstehen hierdurch keine Mehrkosten. Ich bemerke, daß ich den weitaus größten Teil des Marstalls dem Reichsfinanzministerium zur Unterbringung anderer Reichsbehörden oder Reichsunternehmen bereits zur Verfügung gestellt habe.“
Hatte das KPA Anfang 1942 etwa 250 Mitarbeiter, nicht eingerechnet die Beschäftigten in den Zweigstellen in Paris und Brüssel für die Nutzung der Kolonialdienststellen und ihrer Unterlagen der Niederlande, Belgiens und Frankreichs, blieb jetzt ein Rest von zwei Dutzend Beschäftigten des KPA, die dem Außenministerium unterstellt und im Marstall untergebracht wurden.
Heinrich Himmler hatte bereits am 25. März 1942 die Einstellung aller kolonialen Vorarbeiten in seinem Dienstbereich angeordnet, aber die kolonialen Schulungen in Wien liefen noch bis zum August 1942 und in der Schule in Oranienburg noch im Februar 1943.
Ein großer Teil der Aktenbestände des KPA ist verschwunden; man kann annehmen, dass die Anordnung des Auswärtigen Amts vom 1. Februar 1945 zur Vernichtung der Akten des KPA befolgt wurde. Es sollten „alle irgendwie bedenklichen Akten, insbesondere auch die Akten mit den politischen Plänen und Vorschlägen, die Rassengesetzgebung und alle Akten, die andere Menschen, die mit uns zusammengearbeitet haben, irgendwie belasten könnten“, verbrannt werden. So war 1940 ein „Kolonialblutschutzgesetz“ vom KPA ausgearbeitet worden, wonach die Nürnberger Gesetze auch auf Afrikaner angewendet werden sollten und eine strikte Rassentrennung vorgesehen war.
Der Madagaskar-Plan, der Plan zur Abschiebung der deutschen Juden auf die afrikanische Insel Madagaskar, hatte keinen Zusammenhang mit den Planungen für ein deutsches Kolonialreich in Afrika zur Zeit der nationalsozialistischen Herrschaft in Deutschland.

## Folgen: Kolonialbezüge im Neonazismus

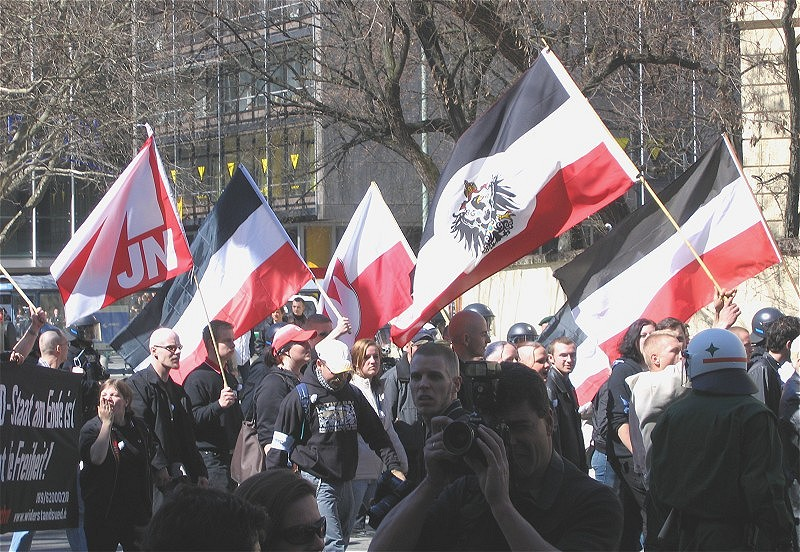
Neonazi-Aufmarsch in München 2005: Die Flagge mit dem Reichsadler entspricht weitgehend der Dienstflagge des Reichskolonialamtes.

Obwohl im Neonazismus Forderungen nach Überseekolonien kaum mehr erhoben werden, sind gleichwohl Kolonialbezüge in Abbildungen und Wortwahl erkennbar. Beispielsweise nutzte die unter Rechtsextremen beliebte Kleidermarke Thor Steinar Aufdrucke, die auf die deutsche Kolonialgeschichte verweisen: Etwa die Begriffe Platz an der Sonne, Ostafrika-Expedition, Tanga, Heia Safari, Südwestafrika, Windhuk (in alter Schreibweise) oder Namutoni. Bildmotive wie ein Schwarz-Weiß-Foto mit Afrikaforschern, das Reiterdenkmal in Windhoek oder das Namutoni-Fort unter Palmen passen in diesen Zusammenhang. Dennoch können die Aufdrucke von Unkundigen leicht als unpolitische Abenteuer- und Urlaubsmotive missverstanden werden und verschleiern so den revisionistischen Hintergrund. Auch in rechtsextremen Liedern sind sprachliche Bezüge anzutreffen, etwa im Song Reichskoloniallied der Band Landser aus dem Jahr 2000. Ein „interventionistischer“ Zug zeigt sich hingegen beim Hilfskomitee Südliches Afrika. Der Verein, der zur Förderung Deutscher in Afrika gegründet wurde, relativiert die deutsche Schuld am Völkermord an den Herero und Nama, unterstützte die Apartheid und wurde vom Verfassungsschutz als rechtsextrem aufgeführt.

## Geschichtswissenschaftliche Forschung
Die Interpretation der Kolonialfrage in der NS-Zeit verdeutlicht zwei Standpunkte innerhalb der intentionalistischen NS-Forschung: die Kontinentalisten und die Globalisten. Während Erstere (etwa Trevor-Roper, Jäckel und Kuhn) Hitlers Ziele im Wesentlichen auf Europa, besonders Osteuropa, fokussiert sehen, argumentieren Letztere (etwa Moltmann, Hillgruber, Hildebrand, Dülffer, Thies und Hauner) stärker transkontinental. Die diversen Aktivitäten und Äußerungen von Nationalsozialisten zur Wiedergewinnung der deutschen Kolonien werden daher verschiedentlich als Beleg dafür angeführt, dass die Nationalsozialisten mit dem Generalplan Ost nicht nur die Eroberung von Lebensraum im Osten Europas anstrebten, sondern letztlich eine viel weitergehende Weltherrschaft. Auf dieses Endziel habe Hitler mit einem „Stufenplan“ (Hillgruber) abgezielt, in dem ein großräumiges Kolonialreich in Mittelafrika eine der wichtigen Etappen bildete. Ähnliches beschreibt beispielsweise Ralph Giordano in seinem Buch Wenn Hitler den Krieg gewonnen hätte: der Plan eines Ergänzungsraumes in Afrika wird als beabsichtigte Mittelstufe zwischen der Herrschaft Deutschlands über Europa und einem Krieg gegen den Endgegner USA interpretiert.
Den Intentionalisten wird von funktionalistischer Seite entgegengehalten, dass die Außenpolitik der Nationalsozialisten zu improvisiert und zu widersprüchlich gewesen sei, um in ihr ein konsequent verfolgtes Endziel erkennen zu können: So habe das Kolonialpolitische Amt der NSDAP etwa konsequent einen Konflikt mit Großbritannien als Hauptgegner ins Auge gefasst, was Hitler in seiner Programmschrift Mein Kampf doch gerade habe vermeiden wollen. Der Historiker Karsten Linne glaubt ebenfalls nicht, dass die Wiedergewinnung der deutschen Kolonien ein strategisches Ziel Hitlers gewesen wäre. Nach seiner Einschätzung war diese Forderung vielmehr ein taktisches Mittel zu ganz anderen Zwecken, etwa um Druck auf Großbritannien auszuüben oder um die bürgerlich-konservativen Eliten Deutschlands innenpolitisch auf seine Seite zu ziehen. Der Historiker Christian Hartmann bezeichnet die Auswirkungen der kolonialpolitischen Bestrebungen für die nationalsozialistische Außenpolitik und Kriegführung als nur „marginal“. Laut dem Historiker Sebastian Conrad waren die Kolonien in der kollektiven Erinnerung zur NS-Zeit zwar durchaus präsent, doch sie „genossen keine hohe Priorität im Rahmen der nationalsozialistischen Ideologie“.